# Derezivka, Vilneansk
Derezivka (în ucraineană Дерезівка) este un sat în comuna Liubîmivka din raionul Vilneansk, regiunea Zaporijjea, Ucraina.

## Demografie
Componența lingvistică a localității Derezivka
     Ucraineană (93,75%)
     Rusă (6,25%)
Conform recensământului din 2001, majoritatea populației localității Derezivka era vorbitoare de ucraineană (93,75%), existând în minoritate și vorbitori de rusă (6,25%).